# Двожец Виленьски (станция метро)
«Дво́жец Виле́ньски» (пол. Dworzec Wileński, рус. Вильнюсский вокзал) — станция линии М2 Варшавского метрополитена. Располагается на территории района Прага-Север возле Вильнюсского вокзала, под улицей Таргова (рус. Рыночная), между аллеей «Солидарнощчи» (рус. «Солидарности») и улицей Бялостоцка (рус. Белостокская).
До открытия участка станций метро «Шведзка» и «Троцка» 15 сентября 2019 года являлась конечной станцией на восточном участке линии M2 (на правом берегу реки Вислы), следующая станция — «Стадион Народовы».

## Открытие
Открыта в составе центрального участка линии М2 (участка II C) «Рондо Дашиньскего» — «Двожец Виленьски» 8 марта 2015 года. Подготовительные работы, проектирование и строительство центрального участка вместе с закупкой подвижного состава было профинансировано Европейским союзом из средств Фонда Сплочения в рамках Операционной программы инфраструктуры и окружающей среды.
Красочные названия станции разработал Войцех Фангор.

## Перспективы развития
Запланировано строительство северо-восточного участка линии М2 (участок II A) из 6 станций: «Шведзка», «Таргувек Мешканёвы», «Троцка», «Зачише», «Кондратовича» и «Брудно».

## Галерея

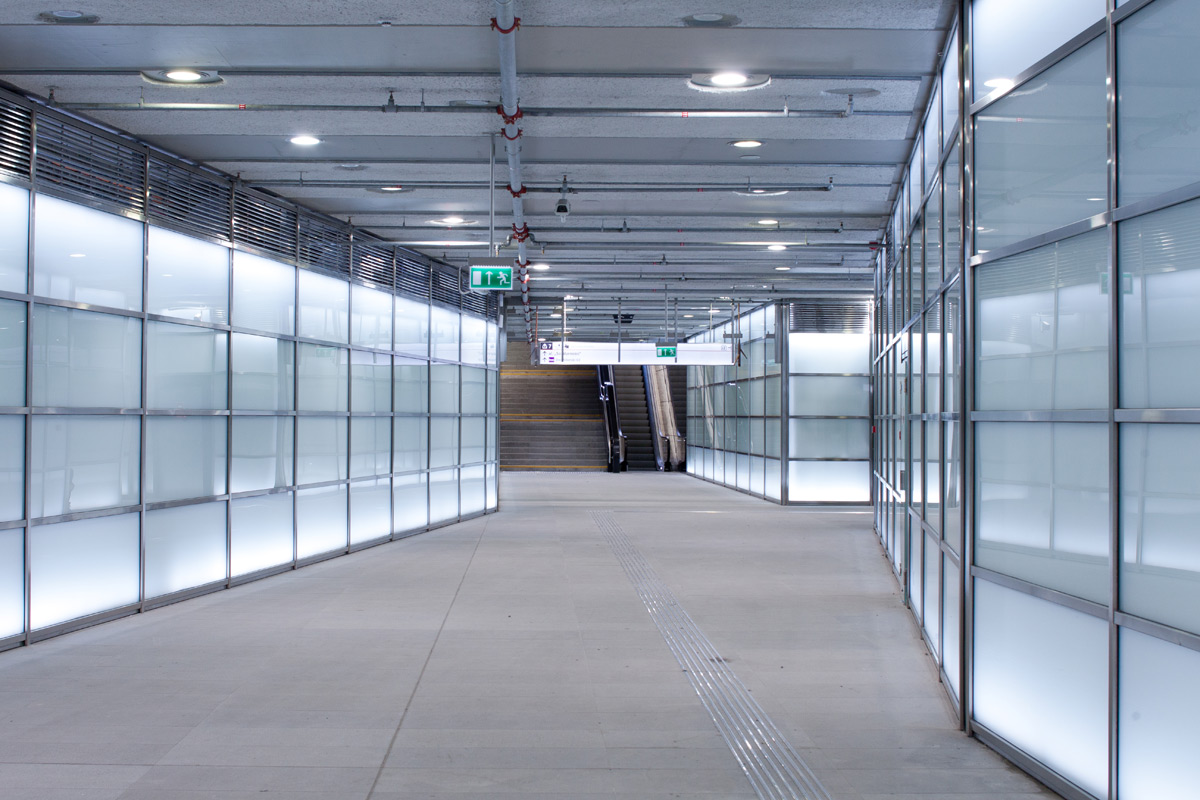
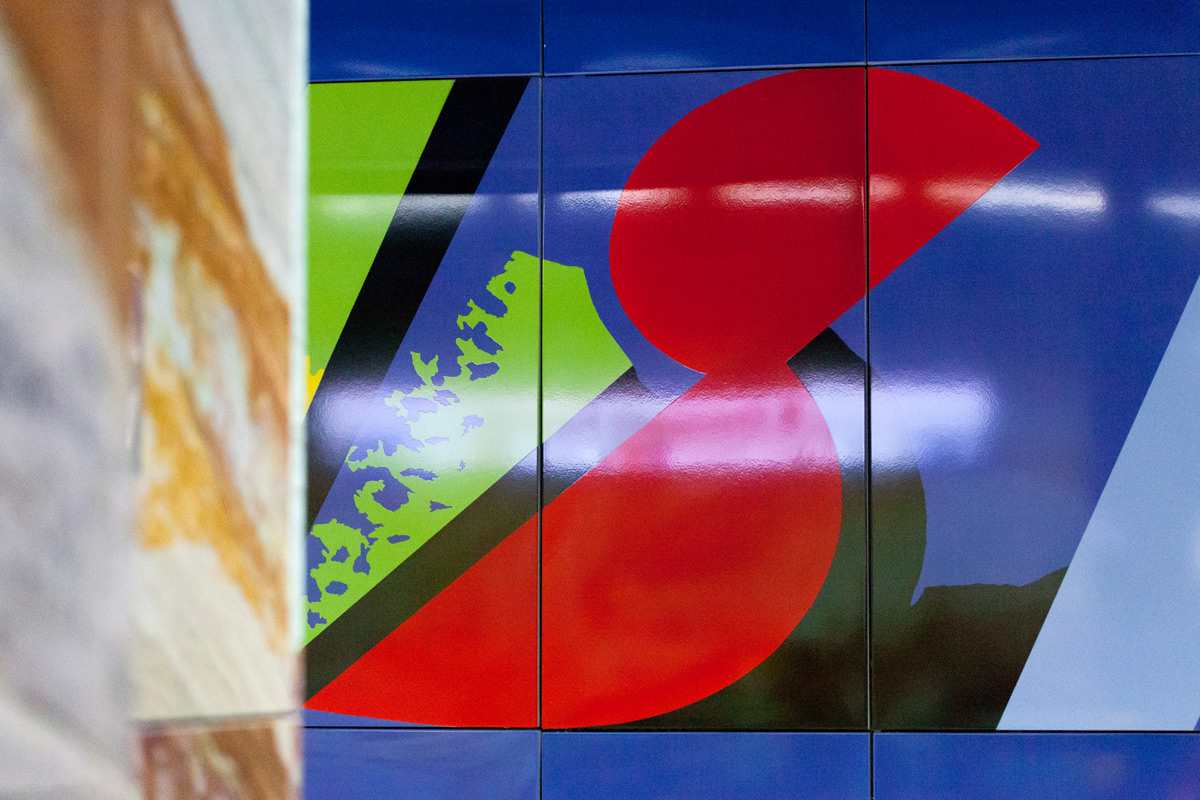
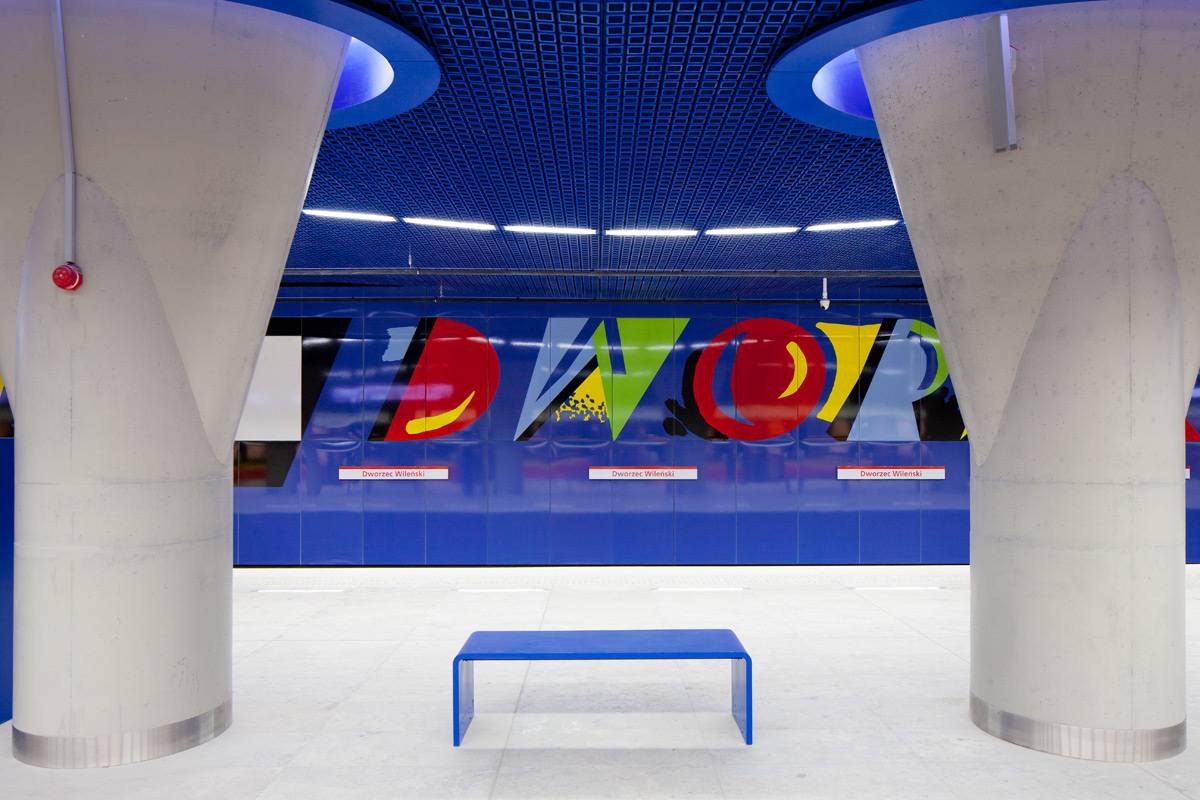
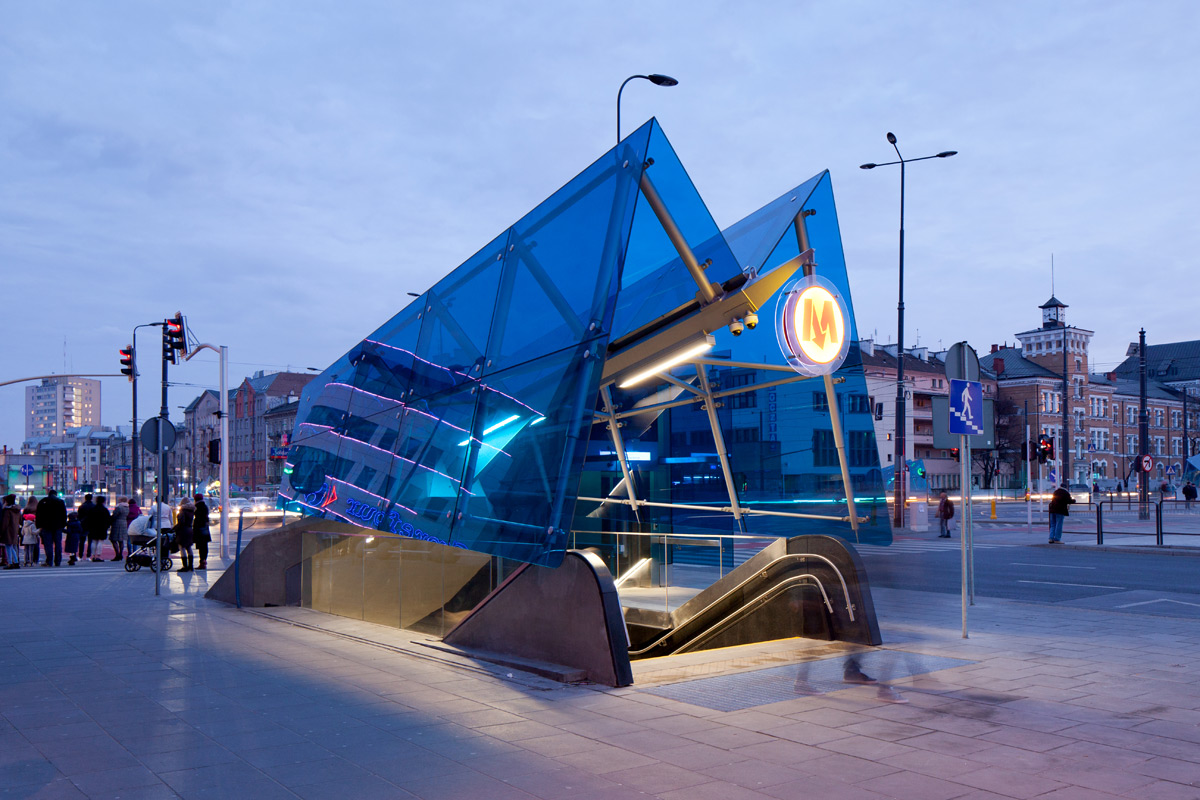
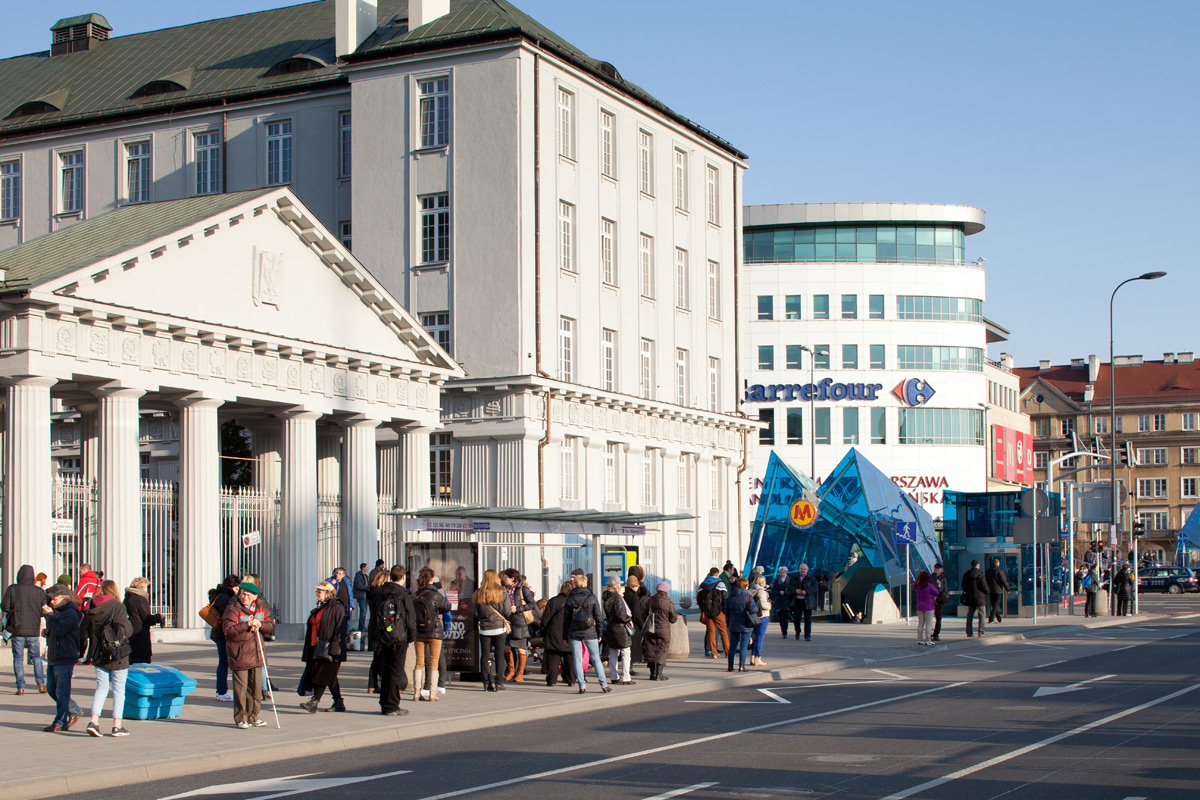